# Joakim Strand
Jan Joakim Strand, född 2 augusti 1982 i Åbo, är en finländsk politiker (Svenska folkpartiet). Han är ledamot av Finlands riksdag sedan 2015.

## Biografi
Strand blev invald i riksdagsvalet 2015 med över 10 000 röster från Vasa valkrets.
Strand omvaldes i riksdagsvalet 2019 med 10 596 röster och i riksdagsvalet 2023 med 7 079 röster.
I juli 2024 utsågs Strand till Europa- och ägarstyrningsminister i Petteri Orpos regering.

## Utmärkelser
- Riddartecknet av I klass av Finlands Vita Ros’ orden,  6 december 2023[6]

[Redigera Wikidata]